# Elaeagnus epitricha
Elaeagnus epitricha är en havtornsväxtart som beskrevs av Momiy. och Hideaki Ohba. Elaeagnus epitricha ingår i släktet silverbuskar, och familjen havtornsväxter. Inga underarter finns listade i Catalogue of Life.